# Nuda (Giorgione)
La Nuda è un affresco staccato (250 × 140 cm) di Giorgione, databile al 1508 circa e conservato presso le Gallerie dell'Accademia di Venezia. Proviene dalla facciata del Fondaco dei Tedeschi.

## Storia
Nella notte tra il 27 e il 28 gennaio 1505 andò a fuoco il duecentesco edificio del Fondaco dei Tedeschi, la sede commerciale della nazione tedesca a Venezia. Il Senato veneziano approvò in meno di cinque mesi un nuovo progetto per un edificio più grande e monumentale, che venne edificato entro il 1508. In quell'anno una contesa su un pagamento dimostra che a quell'epoca dovevano essere conclusi gli affreschi sulle pareti esterne, eseguiti da Giorgione e dal suo giovane allievo Tiziano.
Vasari vide gli affreschi nel loro splendore e, pur senza riuscire a decifrarne il significato, li lodò molto per le proporzioni e il colorito "vivacissimo", che le facevano sembrare "tratte al segno delle cose vive, e non a imitazione nessuna della maniera".
La Nuda era già piuttosto frammentaria nel 1760, quando fu oggetto di un'incisione di Anton Maria Zanetti. Danneggiati dagli agenti atmosferici, dal clima umido e dal salmastro della laguna, nel XIX secolo gli affreschi vennero infine staccati e musealizzati, tra la Ca' d'Oro e la Galleria dell'Accademia.

## Descrizione e stile
Sotto una finta nicchia si trova una figura femminile nuda, coi capelli raccolti, sicuramente un soggetto simbolico di cui però oggi non si conosce il significato, anche per la perdita delle parti dipinte con gli eventuali attributi.
Nonostante il pessimo stato conservativo si può ancora apprezzare nella figura lo studio sulla proporzione ideale, un tema allora molto in voga, ispirato alla statuaria classica e trattato in pittura in quegli stessi anni anche da Dürer. Inoltre è ancora percepibile la vivacità cromatica, che dava alla figura quel tepore delle carni come se fossero vive, caratteristica dello stile di Giorgione.